# Мраморный дворец (Санкт-Петербург)
Мраморный дворец — историческое здание в центре Санкт-Петербурга. Памятник архитектуры русского классицизма. С 1992 года — филиал Государственного Русского музея.

## Расположение
Дворец находится на 1-м Адмиралтейском острове, в квартале, ограниченном Дворцовой набережной, площадью Суворова, Миллионной улицей и Мраморным переулком.
Северный фасад здания выходит на Дворцовую набережную, за ней — река Нева, на другом берегу которой находится Петропавловская крепость. Восточную половину этого же квартала занимает Северо-Западный государственный заочный технический университет, размещённый в служебном флигеле дворца; между ними в 1994 году был установлен памятник императору Александру III работы Паоло Трубецкого (до того, после демонтажа на Знаменской площади, бывший в запасниках Русского музея).
На восток от здания за СЗГЗТУ — памятник А. В. Суворову на Суворовской площади работы скульптора М. И. Козловского; там же расположен Троицкий мост. На юг от здания находятся казармы Павловского лейб-гвардии полка. Напротив западного фасада находятся Российский морской регистр судоходства, с другой стороны площади Суворова — Институт Культуры.

## История
При Петре I на месте, где сейчас находится Мраморный дворец, располагался построенный в 1714 году Почтовый двор с пристанью. 24 марта 1716 года именно на этот Почтовый двор из Италии прибыли отец и сын Растрелли. Около этого места с 1714 года находился Зверовый двор, в котором был помещён первый петербургский слон, подаренный русскому царю персидским шахом Солтан Хусейном. После смерти слона 23 мая 1717 года из него сделали чучело и выставили на обозрение в Кунсткамере, а в «слоновом амбаре» разместили Готторпский глобус, находившийся здесь до 1726 года, когда он также был перенесен в Кунсткамеру.
Пожар 1737 года уничтожил Почтовый двор и находящееся перед ним здание слоновника. Выжженное место расчистили, а этот участок назвали «Верхней набережной площадью». Площадка, ставшая продолжением Марсова поля, довольно долго пустовала и лишь в 1768 году по велению Екатерины II на её территории приступили к строительству дворца, предназначавшегося в качестве подарка её фавориту Григорию Орлову за помощь в возведении Екатерины на трон. На фасаде здания императрица намеревалась поместить надпись золочёными буквами: «Здание благодарности».
Дворец построен в 1768—1785 годах по проекту архитектора Антонио Ринальди. Григорий Орлов умер в 1783 году, так и не дождавшись окончания строительства. В том же году Екатерина II выкупила здание в казну у наследников графа, а в 1796 году пожаловала его своему внуку великому князю Константину Павловичу по случаю его бракосочетания. В 1797—98 годах во дворце жил последний король Польши (и также бывший фаворит Екатерины) Станислав Понятовский, внезапно умерший здесь же в 1798 году.
После смерти Константина Павловича в 1831 году император Николай I передал Мраморный дворец во владение своему второму сыну, генерал-адмиралу и одному из будущих организаторов крестьянской реформы, Константину Николаевичу. Здание, бывшее уже в аварийном состоянии, в 1840-х годах реставрировал и оформлял его интерьеры архитектор Александр Брюллов.
После смерти Константина Николаевича дворцом владела его вдова великая княгиня Александра Иосифовна. В 1911 г. дворец унаследовал их сын великий князь Константин Константинович. После него хозяином Мраморного дворца был сын Константина Константиновича, князь Иоанн Константинович. Брат Иоанна, Гавриил Константинович, написал воспоминания, озаглавленные «В Мраморном дворце».
После Февральской революции дворец был продан Временному правительству для размещения в нём Министерства труда. После Октябрьской революции, в 1919—36 годах в здании находилась Академия истории материальной культуры, а после её упразднения — филиал Центрального музея В. И. Ленина. Для размещения экспозиции дворец был переделан архитекторами Н. Е. Лансере и Д. А. Васильевым.
С 1950-х до конца 1980-х перед дворцом на постаменте располагался бронеавтомобиль Остин-Путиловец (с перерывом в 1970-х, когда он находился в вестибюле дворца), установленный в память о выступлении Владимира Ленина с похожего броневика по прибытии в Петроград 3 (16) апреля 1917 года. Затем броневик был передан в Артиллерийский музей, а освободившийся постамент в 1994 году занял памятник Александру III работы Паоло Трубецкого.
В 1992 году Мраморный дворец был передан Русскому музею. В залах Мраморного дворца разместилась постоянная экспозиция «Иностранные художники в России XVIII — первой половины XIX века», Музей Людвига, регулярно проходят временные выставки современных зарубежных и российских мастеров. В настоящее время дворец также используется для проведения различных конгрессов.

## Архитектура
Мраморный дворец — шедевр архитектуры раннего екатерининского классицизма. Построен в 1768—1785 годах по проекту итальянского архитектора Антонио Ринальди. До конца XIX в. автором дворца считался Дж. Кваренги. Впервые имя истинного автора проекта с обнаружением авторских чертежей парадной лестницы было названо только в 1885 году протодьяконом церкви Мраморного дворца В. Орловым.
Это первое здание в Санкт-Петербурге, фасады которого, в отличие от большинства зданий города, облицованы естественным камнем — гранитом и мрамором. Отсюда изначальное название: «Мраморный дом». Кроме того, Мраморный дворец — самое итальянское здание города, в нём ощущается и дух флорентийских ренессансных палаццо, и воспоминание о дворце в Казерте, где Ринальди работал под началом Л. Ванвителли до приезда в Россию.
Здание Мраморного дворца являет собой пример не только своеобразно трактованной композиции итальянского палаццо, но и, по определению В. Г. Власова, «обобщённый образ классицистических дворцов всей западноевропейской архитектуры». Помимо дворца в Казерте, исследователь называет Палаццо Вальмарана в Виченце (проект Андреа Палладио, 1565), Паласио Реаль (Королевский дворец) в Мадриде (проект Ф. Юварры, 1735), Палаццо Киджи-Одескальки в Риме на площади Санти Апостоли (фасад Дж. Л. Бернини, 1664—1666), дворец Шёнбрунн в Вене (Фишер фон Эрлах Старший, проект 1693 г.) и многие другие здания.
Ринальди проявил себя в этой постройке как истинный живописец архитектуры, используя вместо красок палитру цветных мраморов. Нижний этаж здания облицован суровым гранитом, два верхних этажа высотой 12,5 м (при общей высоте здания 22 м), объединённых большим коринфским ордером, оформлены пилястрами из розоватого тивдийского мрамора из Карелии, контрастирующего с голубовато-серым рускеальским мрамором из каменоломен в Финляндии. Такая нежная перламутровая гамма, прекрасная и в яркий солнечный день, и в пасмурную погоду, несколько потускнела по причине эрозии поверхности от времени и агрессивной городской среды. Но в дождь, когда влажный мрамор становится неожиданно насыщенным по цвету, на фоне серого неба и свинцовой невской воды, замысел Ринальди предстаёт во всей красе.
Гармония светлых тонов умело дополнена немногими вызолоченными деталями: балясинами балкона южного фасада и деталями кованой ограды «собственного сада» с восточной стороны, а также филёнками с лепными гирляндами, вазонами на парапетах кровли, создающими аллюзии стиля рококо. Однако композиция выстроена согласно «французской схеме»: замкнутый объём с двором — курдонёром — в восточной части. Известно, что императрица Екатерина II не любила пышное «растреллиевское барокко» предыдущей эпохи. Однако общий архитектурный стиль сохраняет барочные черты, в частности в выступающих ризалитах, надстроенном аттике и башней с часами восточного фасада. Центральная часть восточного фасада с лёгкой раскреповкой антаблемента и аттика оформлена полуколоннами. Две статуи на аттике и композиции из воинских доспехов выполнены Ф. И. Шубиным. По всему периметру парапета кровли установлены 86 декоративных вазонов из светлого доломитового известняка.
«Итальянизмы» Мраморного дворца сочетаются с необычным для парадной дворцовой архитектуры камерным настроением. А в интерьерах, как отмечают исследователи, «заложен принцип рококо, где каждая группа помещений… существовала как бы замкнуто», что является продолжением растреллиевского принципа «моторности» рокайльной организации пространства интерьеров".

## Интерьеры Мраморного дворца
Парадная лестница Мраморного дворца облицована мрамором голубовато-серебристых оттенков. Она перекрыта цилиндрическими сводами и высокими падугами, украшенными тонко прорисованными венками и гирляндами, и с круглыми люкарнами. Скульптурный декор лестницы и других помещений, выполненный Ф. И. Шубиным, одним из лучших скульпторов русского классицизма, в аллегорической форме рассказывал о подвигах графа Г. Г. Орлова: орлы, держащие в клювах венки, орлы на капителях колонн и пилястр, ветви пальмы и дуба в главном «мраморном зале» второго этажа. На стене парадного вестибюля установлен барельеф с профильным портретом архитектора Ринальди работы Ф. И. Шубина — своеобразная «скульптурная подпись» автора здания. В нишах парадной лестницы размещены аллегорические статуи: «Ночь», «Утро», «День», «Вечер», «Осеннее» и «Весеннее равноденствие». Качество барельефов и скульптур и их размещение свидетельствуют о том, что Ринальди обсуждал все вопросы со скульпторами, осматривал модели в гипсе перед их воплощением в мраморе.
Шедевром архитектуры русского классицизма является двусветный парадный Мраморный (Орловский) зал, расположенный на втором этаже северо-восточного ризалита. От этого зала (15,65 Х 10,70 м и 11,5 м высотой) начиналась анфилада парадных комнат дворца. Стены зала облицованы мраморами семи пород более тридцати оттенков: уральским, карельским, греческим, итальянским мрамором, а также прибайкальским лазуритом. Пилястры из розового мрамора с белыми прожилками, коринфские капители и базы — золочёные. Аллегорические барельефы на темы древнеримской истории, недвусмысленно напоминающих о военных подвигах Орлова, выполнены скульпторами М. И. Козловским и Ф. И. Шубиным. В композицию 14 барельефов и десюдепортов (1780—1782) вплетены изображения орлов с гирляндами и венками и знаменитый «цветок Ринальди» — «визитная карточка» архитектора из переплетённых ветвей дуба и пальмы.
Живописный плафон зала «Свадьба Купидона и Психеи» в 1775 году написал итальянец Стефано Торелли (в документах плафон называется «Торжество Венеры»). В оформлении интерьеров принимали участие лепщики И. Фохт и А. Бернаскони, художник-миниатюрист Ф. Данилов, столяр А. Мейер.
В 1843—1851 годах дворец был реконструирован по проекту архитектора А. П. Брюллова. Был надстроен ещё один ярус, который превратил Мраморный зал в двусветный (с высотой стен и окнами в два этажа). Верхний ярус был отделан искусственным мрамором (стукко). Изначальную отделку сохранили лишь парадная лестница и первый ярус стен Мраморного зала. В 1803—1811 годах жилые помещения дворца были переделаны под руководством архитектора А. Н. Воронихина. В 1952—1955, 1963—1965 и 2009—2010 годах производилась научная реставрация фасадов и части интерьеров дворца.
Парадный двор с юга и со стороны Невы ограничен кованой решеткой на столбах розового гранита с мраморными вазонами. Ограда соединяет дворец со служебным корпусом, построенным архитектором П. Е. Егоровым в 1780—1787 годах. Корпус перестраивал архитектор А. П. Брюллов в 1844—1847 годах. Брюллов надстроил над зданием третий этаж и обработал его фасады пилястрами, придав, таким образом, служебному корпусу черты сходства с Мраморным дворцом. Фасад, обращённый в сторону сада, украшен в верхней части сплошной лентой фриза высотой около двух метров, состоящей из четырёх барельефов на тему «Служение лошади человеку» работы П. К. Клодта. Он же создал барельефные композиции для двух боковых фронтонов.
В бывшем служебном корпусе до 2011 года размещался Северо-Западный государственный заочный технический университет.
В 2015 году Банком России в серии «Архитектурные шедевры России» выпущена памятная монета, посвященная дворцу.
- Центральная часть южного фасада дворца
- Главная лестница
- Ф. И. Шубин. Рельеф главной лестницы
- Ф. И. Шубин. Портрет архитектора А. Ринальди. Парадный вестибюль
- Мраморный зал
- С. Торелли. Свадьба Купидона и Психеи. Плафон Мраморного зала. 1775

## Соседние объекты
- Северный фасад здания выходит на Дворцовую набережную, за ней — река Нева, на другом берегу которой находится Петропавловская крепость.
- На восток от здания за СЗГЗТУ памятник А. В. Суворову на Суворовской площади работы скульптора М. И. Козловского; там же расположены Троицкий мост и главный корпус СПбГИК.
- На юг от здания находятся казармы Павловского лейб-гвардии полка.
- Напротив западного фасада находится Российский морской регистр судоходства.
- Перед восточным фасадом находится памятник Александру III работы П. П. Трубецкого, в 1909—1937 гг. стоявший на площади Восстания.